# IK Vikingen
IK Vikingen är en sportklubb som bildades av 19 män den 19 november 1919. De träffades klockan 19 på Lovisa Linds kafé på Stigbergstorget 1. Till en början spelade de mest fotboll och utövade allmän idrott på "Sketänga" i Majorna.
1921 flyttade de till Nya Varvets Idrottsplats och friidrotten började ta över.
Friidrottsstjärnorna började sedan dyka upp. Martin Gustavsson, Gustaf Karlsson, hinderkämpen Jan-Erik Karlsson, EM-2:an i tresteg Bertil Jonsson, Sture Landqvist, häcklöparen Leif Librand, Ulf Högberg, Ulf Jarfeldt, Åke Fransson, Christer Garpenborg, Anna Söderberg och Patrik Torkelsson har alla tävlat i Vikingens färger.